# Servicio de soporte de la flota
El servicio de soporte de la flota (SSF) es el servicio de la Marina Nacional francesa (Armada francesa), la única autoridad contratante, que está a cargo  del mantenimiento de los equipos navales en condiciones operativas. Este servicio garantiza la disponibilidad técnica de los buques y submarinos hacia el Jefe de la Armada francesa (y también la disponibilidad de los medios navales de los otros ejércitos. Creación

## Creación
Creado en junio de 2000 para separar las funciones de autoridad adjudicadora  y de la dirección industrial de proyectos . El SSF está presente en cada etapa del ciclo de vida de las unidades navales, desde la concepción hasta la eliminación. El SSF determina e implementa la política de mantenimiento para los equipos navales en servicio y confía el mantenimiento a industriales a través de contratos públicos. El SSF tiene también la misión de gestionar las piezas de recambios navales. Es también el operador de las infraestructuras industriales y portuarias dedicadas al mantenimiento de buques y submarinos con propulsión nuclear –  y de otras instalaciones nucleares asociadas para desmantelar los buques obsoletos a excepción de los buques con propulsión nuclear.
Además de 400 buques, cuales incluyen 72 buques de guerra de la Marina Nacional y 10 submarinos, el SSF asegura, desde 2013, el mantenimiento de equipos náuticos de otros ejércitos (como la fuerza aérea y el ejército de tierra). 
El SSF asegura también desde 2017 la dirección de obra delegada del material buceo y de seguridad. 
El servicio tiene una organización cercana de los buques pero también de la dirección general del armamento (DGA) y del Estado Mayor de la Marina (EMM). Con su ayuda, el objetivo es no solo que mantenga el nivel requerido de disponibilidad de los buques y equipos, sino que controlar los costos.

## Organización geográfica
El SSF está dirigido por un ingeniero general del armamento que está directamente bajo la autoridad del jefe de Estado Mayor de la Armada. 
El SSF se organiza entre una dirección central situada a París ; dos direcciones locales a Brest y Tolón ; puestos avanzados a Cherburgo, Papeete, Numea, Fort-de-France, Port-des-Galets y Mayotte. El SSF emplea alrededor de 900 militares y civiles de la Marina y de la DGA. La dirección central cuenta con cincuenta personas. Brest cuenta 360 personas, y 420 personas en Tolón; 60 personas trabajan en los puestos avanzados..
La dirección central establece las pautas y coordina las actividades de las direcciones locales, pronuncia los arbitrajes en relación con el Estado Mayor de la Marina y las fuerzas. Se ocupa también de organizar e implementar el diálogo para preparar el soporte inicial de programas navales futuros y la gestión de las operaciones de modernización; de la fuerza de Acción Naval (ALFAN) para los buques y la fuerza oceánica estratégica (ALFOST) para los submarinos.

## Organización matricial
Para asegurar la consistencia global del soporte, dar potencial a los barcos de la Armada, garantizar la disponibilidad y optimizar el ciclo de mantenimiento, el SSF estructura sus acciones con equipos operacionales (20 ahora) dirigidas por las direcciones locales. Un equipo operacional asegura, durante un período de tiempo dado, normalmente la duración de una ley de programación militar (LPM), el mantenimiento de una familia de buques (fragatas, por ejemplo) y medios necesarios en tierra. 
Para cada operación, un responsable cumple las siguientes funciones:
- define el contenido físico de las acciones para lograr los objetivos de disponibilidad técnica y los plazos financieros asociados;

- planifica y organiza las contrataciones junto con los directores de obras industriales;

- garantiza la correcta ejecución de los contratos y coordinación con los otros actores estatales;

- mantiene contactos con las autoridades locales (ALFAN o ALFOST).

Para cumplir sus tareas, el responsable de la operación tiene un equipo de diez personas (alrededor) que está constituido por colaboradores de las diferentes subdirecciones locales (logística, técnica, compras-financieras y planos-métodos del SSF).
En el marco de los equipos de programas incorporados (EDPI), el SSF implica desde la fase de realización y hasta el retiro de servicio, un responsable de soporte en servicio (RSS). Este actor ineludible del mantenimiento naval, lleva sus competencias al EDPI para anticipar el apoyo logístico (instrumentos, plan de mantenimiento, repuestos afectados y no afectados…). 
Además, existe en la dirección central una persona encargada de misión, que trata con "programas futuros". Él participa en las numerosas reuniones sobre la finalización de las adquisiciones de armas y garantiza la buena retransmisión de la información hacia las direcciones locales.

## Contratación del MCO naval
El SSF encomienda a los directores de obras industriales la responsabilidad del mantenimiento a través de contratos globales que:
- cubren el mantenimiento de familias homogéneas de barcos para una duración de 5 a 7 años;

- tienen en cuenta todo el barco, en particular sus instalaciones indispensables para lograr las misiones operativas;

- comparten riesgos con la industria y prevén modalidades de remuneración que asocian objetivos de resultados (disponibilidad encontrada) y de medios (lista de trabajos resultantes de la política de mantenimiento);

- se adjudican después de una llamada pública con excepción de los buques de propulsión nuclear y fragatas de primera clase. Estos requieren que el diseñador garantice el mantenimiento de las principales características y el rendimiento durante toda la vida del barco.

## Otros actores del mantenimiento naval
Las actividades del apoyo de flota movilizan un presupuesto anual alrededor de 1,1 mil millones de euros con fluctuaciones alrededor de 20 a 30% vinculadas a compromisos financieros plurianuales, así como a los ciclos de las revisiones técnicas mayores.
Ese recurso financiero estimula la base industrial de la reparación naval cuya diversidad permite poner en competencia los contratos de mantenimiento de los buques a propulsión no nuclear y de los poco armados. 
Los principios contribuyentes estatales al mantenimiento naval son, en las bases navales, los talleres y almacenes del servicio logístico de la Marina (SLM). SLM está a cargo del almacenamiento y de la distribución de las piezas de recambio. El dimensionamiento de los stocks, la repartición y la planificación del suministro son sin embargo de la responsabilidad del SSF. Los talleres prestan también su experiencia específica en el contexto del mantenimiento operacional en el mar y contribuyen, con la guía de la SSF, al desempeño de las tareas que no están incluidas en los contratos de mantenimiento.

## Compromiso de calidad
Actor precursor de gestión de calidad dentro del ministerio, el SSF está certificado ISO 9001 desde el 2004 en todos sus sitios. Ha evolucionado a la versión 2015 de la norma desde marzo de 2016.

## Référencias
- SSF[1]